# Chồn hôi thảo nguyên
Chồn hôi thảo nguyên (danh pháp hai phần: Mustela eversmanii) là một loài động vật có vú trong họ Chồn, bộ Ăn thịt. Loài này được Lesson mô tả năm 1827.

## Hình ảnh

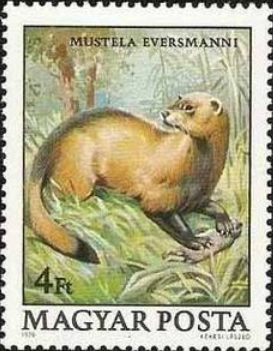
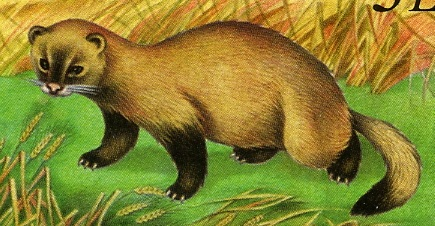
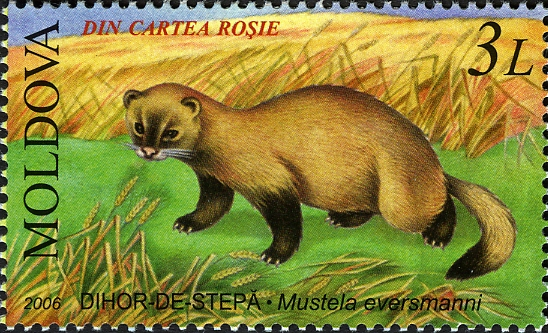

- Tập tin:MSU V2P1b - Mustela eversmanni sketch.png